# M-CSF
M-CSF (von engl. Macrophage colony-stimulating factor, dt. Monozytenkolonien-stimulierender Faktor), auch CSF-1 genannt, ist ein körpereigenes Protein aus der Gruppe der  Zytokine. Es bewirkt insbesondere, dass aus Blutstammzellen mononukleäre Phagozyten, wie beispielsweise Makrophagen und Monozyten, reifen. Auf molekularer Ebene wird diese Wirkung auf eine Aktivierung des CSF1-Rezeptors zurückgeführt. Diesen Rezeptor tragen sämtliche Zellen mononukleär-phagozytärer Herkunft, wie z. B. mononukleär-phagozytäre Vorläufer, Monozyten, Makrophagen, Osteoklasten und Mikroglia.

## Struktur
M-CSF ist ein Protein und liegt extrazellulär in seiner aktiven Form als disulfid-gebundenes Homodimer vor. Man nimmt an, dass es durch Proteolyse aus membran-gebundenen Präkursoren entsteht.

## Interaktionen mit anderen Proteinen
Eine Interaktion von M-CSF mit PIK3R2 wurde nachgewiesen.
Lokal in den Gefäßwänden produziertes M-CSF trägt zur Entstehung wie auch zum Verlauf von Arteriosklerose bei.
M-CSF wird auch mit männlicher Fortpflanzungsfähigkeit in Verbindung gebracht.